# 松井やより
松井 やより（まつい やより、1934年4月12日 - 2002年12月27日）は、日本のジャーナリスト、フェミニスト、元朝日新聞編集委員。本名は松井耶依。
京都府出身。父の平山照次、母の秋子はともに牧師で、東京都渋谷区に東京山手教会を創立した。本名の「耶依」もキリスト教に由来する。父親の平山照次は反核団体原水爆禁止日本協議会（原水協）がまだ共産党の影響力が強くなかった頃に、その常任理事を務め、日本キリスト教婦人矯風会に禁酒運動から平和運動へ活動範囲を広げるよう提言した。松井やよりの弟である平山基生は、平山照次とは逆に無神論者となる日本共産党員で、反米軍基地活動家。

## 人物
青山学院中等部・高等部を経て、1961年に東京外国語大学外国語学部英米科を卒業し、朝日新聞社に入社。社会部記者として福祉、公害、消費者問題、女性問題などを取材し、立川支局長、編集委員から1981年11月～85年3月シンガポール・アジア総局員。1994年朝日新聞社定年退職。
朝日新聞社在職中の1977年に「アジア女たちの会」を設立し、退職後の1995年にアジア女性資料センターを、1998年に「戦争と女性への暴力」日本ネットワークを設立して代表となる。朝日時代から上智大学・千葉大学・日本福祉大学・日本女子大学・琉球大学の非常勤講師、横浜国立大学大学院の客員教授を務めた。
朝日新聞在職中の社会部のトップ時代に慰安婦問題を取り上げた。
2000年12月に「戦争と女性への暴力」日本ネットワークなどが自主開催した「模擬裁判」女性国際戦犯法廷で国際実行委員会共同代表の1人となり、日本側主催者の代表となった。
2002年8月、韓国ソウルで開催された「軍事主義に反対する東アジア・米国・プエルトリコのネットワーク」に日本代表として参加。米国が展開している「テロとの戦争」が「軍事主義を強化し、女性と子どもへの暴力を増幅させている」と批判する声明を発表した。
2002年10月、渡航先のアフガニスタンにて体の不調を感じ急遽帰国。重度の肝臓ガンと診断され、ガンであることを公表したが、2ヶ月半の闘病後、同月27日に死去。68歳没。葬儀は同年12月30日に東京山手教会で行われた。翌28日、朝日新聞は「私の視点」コーナーに、松井の寄稿文「託す「夢」 女性の平和資料館建設を」を掲載し、韓国の東亜日報が追悼記事を掲載して、その死を悼んだ。
松井の遺志を継ぐ「女たちの戦争と平和資料館」には、松井の蔵書を収めたコーナーがある。
NPO法人「女たちの戦争と平和人権基金」が「愛と勇気に満ち溢れたジャーナリストであった松井やよりの遺志に連なる活動の一助となること」を目的として、2005年に「やより賞」を設立した。選考委員には中原道子や池田恵理子、竹信三恵子、辛淑玉らが名を連ねている。

## 慰安婦関連の活動
1984年11月2日の夕刊紙上に《邦人巡査が強制連行　21歳故国引き離される》と題した以下の記事を執筆。
30年後の8月5日、朝日新聞は慰安婦問題検証記事を掲載、朝鮮や台湾では「軍などが組織的に人さらいのように連行した資料は見つかっていません」「女子挺身隊は、・・慰安婦とはまったく別です」と発表したが、この記事は取り消しの対象になっていない。
フリージャーナリストの舘雅子は、1992年にソウルで開かれた『日本軍「慰安婦」問題解決のためのアジア連帯会議』は、松井と福島瑞穂によって仕切られており、台湾人の元慰安婦が日本兵に優しくしてもらったことを話し出すと、松井や福島が慌てて発言を遮ろうとした他、タイの女性が「日本の軍隊ばかり叩くな！」と異論を述べた際も、松井や福島が抑え込んだと証言している。なお、産経新聞の記事では、台湾女性やタイ人女性の発言を封じ込めた人物を、舘は松井ではなく高橋喜久江だったとしている。
朝日新聞の元論説委員でジャカルタ支局長も務めた長岡昇は、
慰安婦報道に関わっていた松井について、彼女が退社後に軍政時代のインドネシアの取材のために現地を訪ねてきた時に情報や資料を用意したが、それらを見ずに彼女は自分の意見と主張を繰り返すだけであったとし、彼女を新聞記者ではなく活動家だったと述べている。そして「こういう人が朝日新聞の看板記者の一人だったのか」「イデオロギーに囚われて、新聞記者としての職業倫理を踏み外した人たち。そういう人たちが慰安婦問題の虚報と混乱をもたらしたのだ、と私は考えています」と批判している
。
元毎日新聞記者でジャーナリストの徳岡孝夫は、「故松井やより記者は、従軍慰安婦の強制連行は事実であり、元凶は昭和天皇だと信じて疑わなかった。朝日は彼女に好きなように書かせ、社の説とした」と述べている。

## 太平洋戦争時のマレーシアにおける「華人虐殺」報道への批判
太平洋戦争時、日本陸軍第５師団が英領マレーシアで指揮した抗日ゲリラの掃討作戦を、松井は「民衆虐殺」と報道したが、松井と朝日新聞社同期入社の長谷川煕によると、松井の取材を受けた現地の華人女性が次のように証言した――「シンガポールにいるという日本の朝日新聞の女性の記者が、虐殺は日本軍がやったことにしておきなさい、かまわない、と言ったんです」。また松井が1984年8月15日付朝日新聞に書いた「日本兵が赤ん坊をほうり上げて突き殺し、妊婦のおなかを切り裂くのも見た」という記事も、事件当時8歳の証言者の話を裏付けも取らずに書いたと長谷川は批判した。
松井のこの取材は全くの新発掘事件の取材ではなく、多数の虐殺事件が当時マレーシアで既に再認識･発掘調査され出しており、長谷川の取材が松井の裏付け取りの性格ももっていたのと同様に、松井の取材自体がそれら現地証言の裏取りの確認取材でもあったことを見落としており、長谷川のこの主張はおかしい。（ただし、松井が取材したｼｭｸ招ﾃｲの話は他の証言集によれば、自分で見たわけでなく、目撃した叔母から聞いた話となっている。通訳ミスではないかと思われるが、そういった間違いを防ぐと意味であれば、長谷川の主張もたまたまであろうが成り立つ。）また、1984年11月2日朝日新聞で、松井がタイで会った朝鮮人女性が、朝鮮で日本人巡査に呼び止められて驚いて水がめを落した拍子に巡査の服を濡らしてしまい、謝ったものの赦されず、殴る蹴るの上、留置され、まずシンガポールに送られ、慰安婦にされたと証言するのを報道したことを、水を跳ねさせたぐらいで、謝ってもなお巡査が殴る蹴るした上で留置、海外に送って慰安婦にするのは、（常識的に）おかしいとするが、長谷川は当時は日本本土でさえ治安維持法で警官が恣意的に人間をいったん逮捕留置でき、拷問も横行しており、朝鮮にも同様な法があったこと、また、朝鮮の慰安婦問題で論争となっているのは当局者や軍が直接明らかな形で違法･暴力的に慰安婦狩りをしたかどうかであって、権力を悪用して当局者らが慰安婦集めをしていたこと自体は認められていることを知らないか、無視しているものと思われる。

## 著書

### 単著
- 『女性解放とは何か』未來社、1975年
- 『人民の沈黙』すずさわ書店、1980年
- 『魂にふれるアジア』 朝日新聞社、1985年
- 『女たちのアジア』岩波書店、1987年
- 『アジア・女・民衆』新幹社、1988年
- 『市民と援助』岩波書店、1990年
- 『アジアに生きる子どもたち』労働旬報社、1991年
- 『魂にふれるアジア』朝日新聞社、1992年
- 『アジアの観光開発と日本』新幹社、1993年
- 『日本を問うアジア』部落解放研究所、1994年
- 『アジア・女性・子ども』NCCキリスト教アジア資料センター、1995年
- 『女たちがつくるアジア』岩波書店、1996年
- 『北京で燃えた女たち』岩波書店、1996年
- 『アジアの女たち』旬報社、1998年
- 『グローバル化と女性への暴力』インパクト出版会、2000年
- 『若い記者たちへ 松井やよりの「遺言」』樹花舎、2003年
- 『愛と怒り闘う勇気』岩波書店、2003年

### 共著・編著
- 『日本の医療. 5』（朝日新聞社編）朝日新聞社、1973年
- 『講座おんな. 2』（吉武輝子ほかとの共著）筑摩書房、1973年
- 『新国際秩序と平和』（日本平和学会編集委員会編）早稲田大学出版部、1986年
- 『アジアから来た出稼ぎ労働者たち』（内海愛子と共編）明石書店、1988年
- 『NGO,ODA援助は誰のためか』（R.ルプレヒトと共編）明石書店、1992年
- 『フェミニズムはだれのもの？』（共著）増進会出版社、1996年
- 『日本のお父さんに会いたい』（編著）岩波書店、1998年
- 『あしたを拓く女たち』（監修）アジア女性資料センター、1998年
- 『地球をめぐる女たちの反戦の声』（編著）明石書店、2001年
- 『女性国際戦犯法廷の全記録. 1』（編著）緑風出版、2002年
- 『女性国際戦犯法廷の全記録. 2』（編著）緑風出版、2002年
- 『20人の男たちと語る性と政治』（編著）御茶の水書房、2002年